# Seznam belgijskih novinarjev
Seznam belgijskih novinarjev.

## A
- Saul Akkemay
- Johan Anthierens

## B
- Paul Belien
- Bert Bertrand
- Bart Brinckman

## D
- Léon Degrelle

## H
- Arthur Haulot

## L
- Marco Lamensch
- Camille Lemonnier

## V
- Gilles Verlant